# Исмет Капетановић
Исмет Капетановић (Костајница, код Добоја, 1921 — Малешевци, код Угљевика, 28. новембар 1942) био је учесник Народноослободилачке борбе и народни херој Југославије.

## Биографија
Рођен је 1921. године у селу Костајници, код Добоја.
Пре Другог светског рата је био ученик Трговачке академије у Бањалуци.
Члан Комунистичке партије Југославије (КПЈ) је од почетка 1941. године.
Учесник Народноослободилачке борбе је од 1941. године.
Налазио се на функцији политичког комесара чете у Другом батаљону Шесте пролетерске источнобосанске ударне бригаде.
Погинуо је током битке на Малешевцима, 28. новембра 1942. у борби Шесте источнобосанске бригаде с Мајевичким четничким одредом.
Указом Президијума Народне скупштине ФНР Југославије 20. децембра 1951. проглашен је за народног хероја.